# 1952年ヘルシンキオリンピックのポーランド選手団
1952年ヘルシンキオリンピックのポーランド選手団（1952ねんヘルシンキオリンピックのポーランドせんしゅだん）は、1952年7月19日から8月3日にかけてフィンランドの首都ヘルシンキで開催された1952年ヘルシンキオリンピックのポーランド選手団、およびその競技結果。

## 概要
今大会は金メダル1個、銀メダル2個、銅メダル1個の合計4個のメダルを獲得した。

## メダル
| メダル | 選手名                       | 競技       | 種目               |
| ------ | ---------------------------- | ---------- | ------------------ |
| 金     | ジグムント・チチラ           | ボクシング | 男子ウェルター級   |
| 銀     | アレクシー・アントキービック | ボクシング | 男子ライト級       |
| 銀     | [[]]                         | 体操       | 男子床             |
| 銅     | [[]]                         | ボート     | 男子シングルスカル |